# برازش فراگیر در انسان
برازش فراگیر در انسان (انگلیسی: Inclusive fitness in humans) کاربرد تئوری برازش فراگیر در رفتار اجتماعی، روابط و همکاری انسان است.
تئوری برازش فراگیر (و نظریه انتخاب خویشاوندی مرتبط) نظریه‌های کلی در زیست‌شناسی تکاملی هستند که روشی را برای درک تکامل رفتارهای اجتماعی در موجودات پیشنهاد می‌کنند. در حالی که ایده‌های مختلف مرتبط با این نظریه‌ها در مطالعه رفتار اجتماعی موجودات غیرانسانی اثرگذار بوده‌است، کاربرد آنها در رفتار انسان مورد بحث قرار گرفته‌است.